# Società Italiana Automobili Darracq
La Società Italiana Automobili Darracq è stata la filiale italiana della casa automobilistica francese Darracq. Attiva dal 1906 al 1909, è stata l'antesignana dell'Alfa Romeo.

## Storia

### La fondazione a Napoli

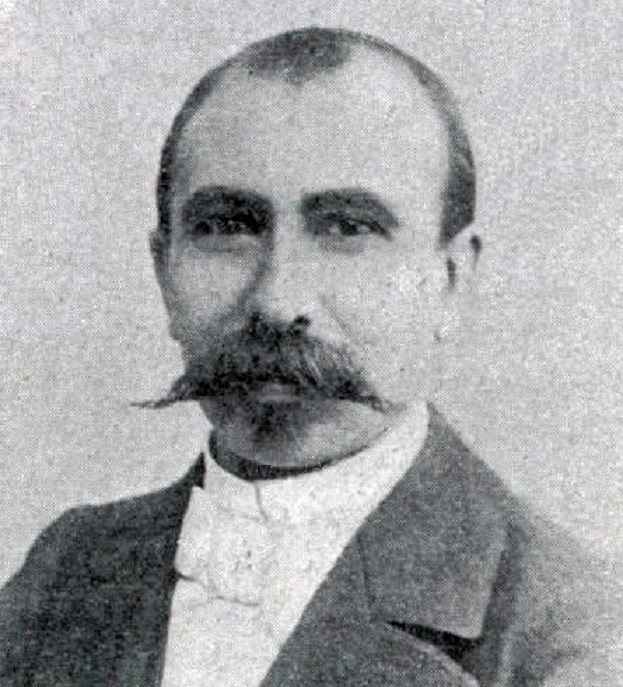
Pierre Alexandre Darracq

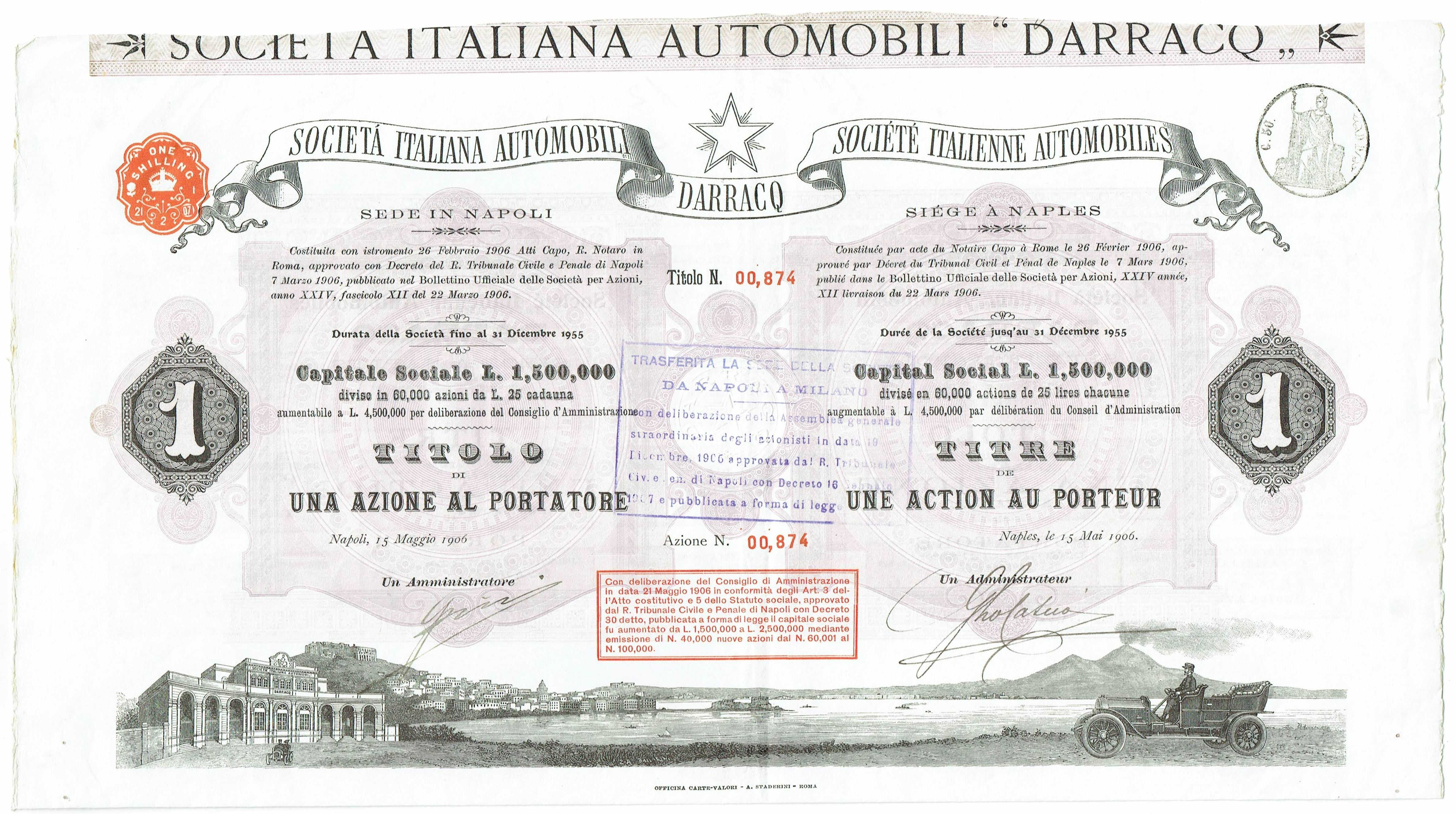
Azione di Società Italiana Automobili Darracq datato 15 maggio 1906

La Società Italiana Automobili Darracq è stata fondata da Pierre Alexandre Darracq, un imprenditore francese attivo nell'assemblaggio di biciclette che passò alla produzione automobilistica fondando in Francia, nel 1896, l'omonima casa automobilistica.
Finanziere dotato di un buon fiuto degli affari, ma poco esperto di meccanica, Pierre Alexandre Darracq intuì la grande potenzialità della nascente industria automobilistica europea e quindi decise di allargare i propri interessi fondando delle filiali della Darracq nel Regno Unito (1905), in Italia (1906) e in Spagna (1907).
La filiale italiana, a cui fu dato appunto il nome di "Società Italiana Automobili Darracq", fu aperta a Napoli il 6 aprile 1906. In particolare, la scelta di fondare una filiale in Italia fu dettata da un'intuizione di Darracq che scorse, all'interno del contesto europeo, anche le potenzialità del nascente mercato automobilistico italiano. Quest'ultimo, all'inizio del XX secolo, non era infatti ancora considerato appetibile dalle grandi case automobilistiche francesi e tedesche.
Per tale motivo l'imprenditore francese decise di aprire in Italia una fabbrica che avrebbe prodotto su licenza, e poi commercializzato, alcuni modelli della casa madre francese servendosi di maestranze a basso costo. Queste ultime avrebbero dovuto assemblare tre delle sue vetture più piccole e datate, ovvero la 7 hp, la 8/10 hp e la 10/12 hp.

### Il trasferimento a Milano

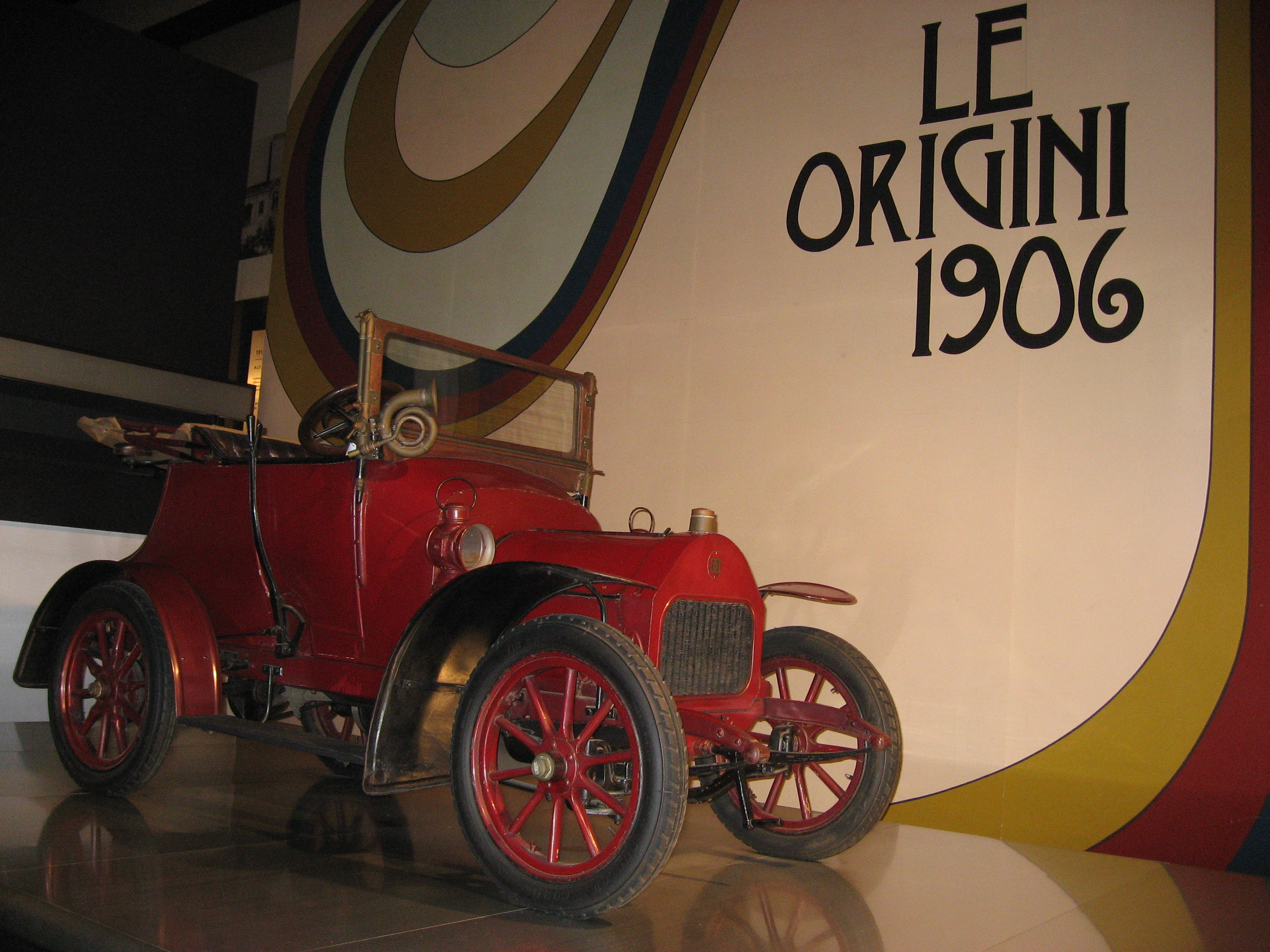
Una Darracq 8/10 hp costruita nello stabilimento del Portello a Milano e conservata presso il museo storico Alfa Romeo di Arese

L'avventura imprenditoriale si rivelò però subito irta di difficoltà soprattutto a causa dell'elevata lontananza di Napoli dalla Francia. Ciò rendeva problematico l'approvvigionamento dei componenti delle vetture, che giungevano dalla madrepatria per poi essere assemblati in Italia. Per questo motivo, già alla fine del 1906, Darracq decise di spostare la produzione a Milano costruendo uno stabilimento in zona Portello, soluzione che migliorava notevolmente i collegamenti con la sede francese.
Il primo insediamento industriale che fu poi all'origine dell'Alfa Romeo, e che rimase attivo fino al 1986, fu edificato su un vasto piazzale confinante con le aree che avevano ospitato l'Expo 1906. L'ubicazione era lungo la strada al Portello (in seguito rinominata via Traiano), allora all'estrema periferia nord-ovest della città.
Per quanto riguarda la produzione, i primi modelli di autovettura costruiti nel nuovo stabilimento milanese furono però completati solo nel settembre del 1908. Questo ritardo fu accumulato a causa degli effetti di una recessione economica che era in atto in quegli anni, a cui si aggiunse un'ulteriore dilazione dovuta a problemi organizzativi.

### La crisi

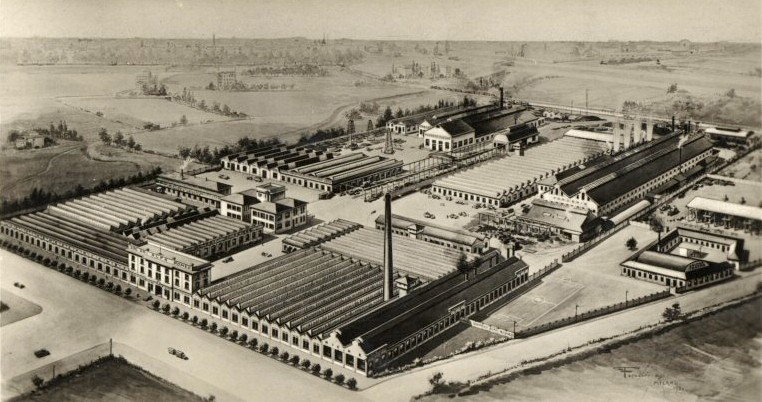
Lo stabilimento Alfa Romeo del Portello in una foto degli anni '30

I problemi, tuttavia, non si risolsero e le vendite si dimostrarono insufficienti a garantire la sopravvivenza dell'attività produttiva. I motivi del fallimento furono diversi. Quello più importante era collegato alla scarsa efficacia del sostegno fornito dalla casa madre francese.
Un secondo motivo risiedeva nelle caratteristiche del mercato automobilistico italiano dell'epoca, che era principalmente indirizzato verso l'acquisto di modelli stranieri, ma di altri marchi. Questi ultimi, in effetti, erano frutto di un'industria automobilistica più evoluta e quindi erano migliori rispetto ai modelli Darracq prodotti in Italia.
Un altro motivo era collegato all'inadeguatezza delle vetture Darracq alle strade italiane, che all'inizio del XX secolo erano piuttosto sconnesse e ricche di saliscendi. I modelli Darracq erano infatti dotati di motori poco potenti e di un impianto frenante scarsamente efficace, e quindi percorrevano con difficoltà le carreggiate italiane dell'epoca.
Un quarto motivo era invece associato al momentaneo rallentamento della crescita dei volumi di vendita delle automobili che avvenne a cavallo dei due secoli e che seguì il periodo iniziale di forte espansione del neonato mercato automobilistico mondiale.

### Il cambio di proprietà e la nascita dell'A.L.F.A.
A causa di questi problemi, già alla fine del 1909 la società fu posta in liquidazione. Darracq, infatti, non aveva intenzione di migliorare i propri modelli investendo ulteriori risorse finanziarie. Nonostante queste vicissitudini, Ugo Stella, che era l'amministratore delegato della "Società Italiana Automobili Darracq", decise comunque di tentare di risollevare le sorti dell'azienda, dato che era convinto della bontà dell'idea di Darracq riguardo allo sfruttamento delle potenzialità del neonato mercato automobilistico italiano.
La validità dell'intuizione di Darracq fu anche individuata da alcuni imprenditori lombardi, che infatti acquistarono nel 1910 la "Società Italiana Automobili Darracq" insieme a Ugo Stella, che quindi partecipò alla transazione. Il cambio di proprietà ebbe luogo il 24 giugno 1910, nell'occasione del quale l'azienda mutò il nome in A.L.F.A. (acronimo di "Anonima Lombarda Fabbrica Automobili"). L'A.L.F.A. diventò poi "Alfa Romeo" nel 1918.